# St. Vitus und Anna (Ettendorf)

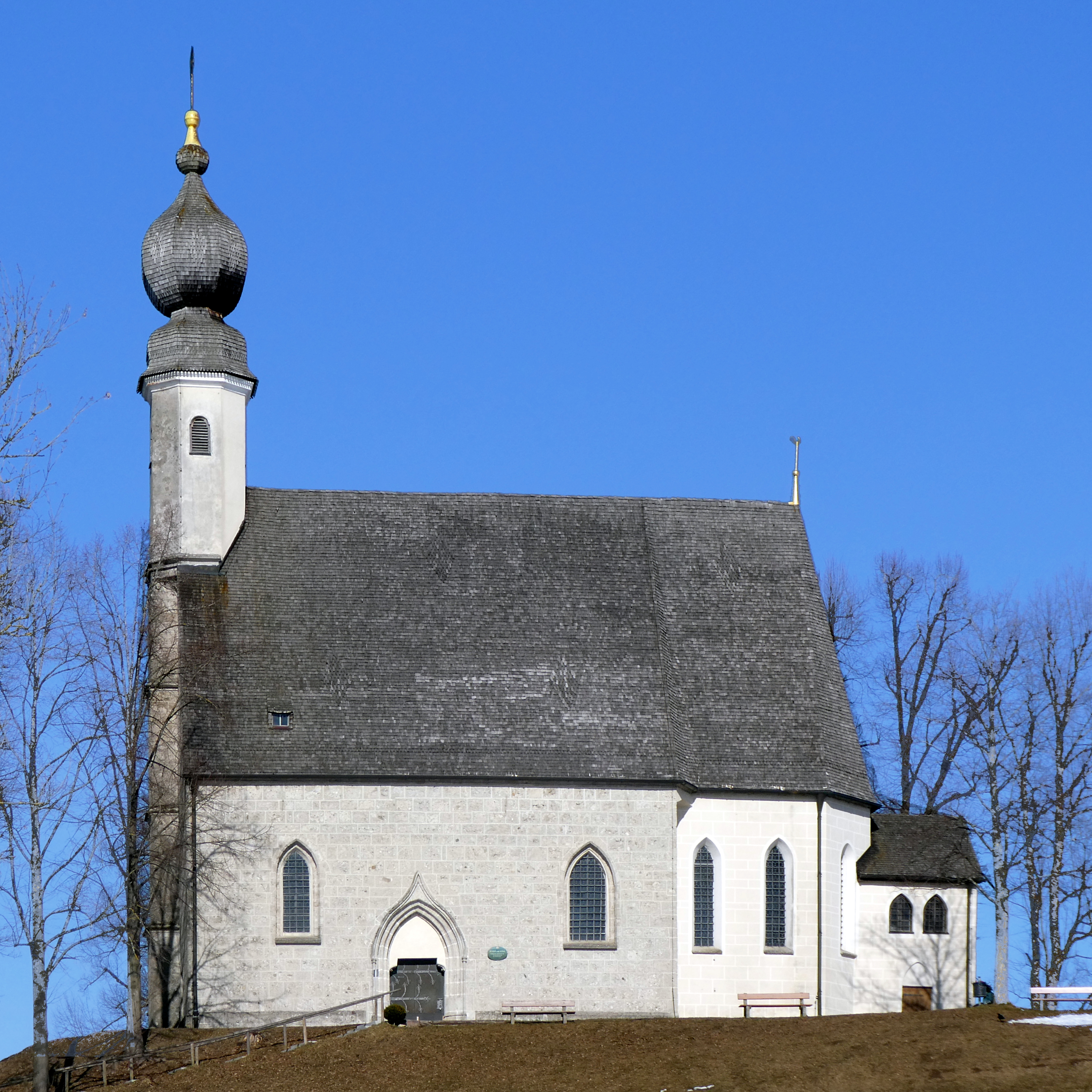
St. Vitus und Anna in Ettendorf

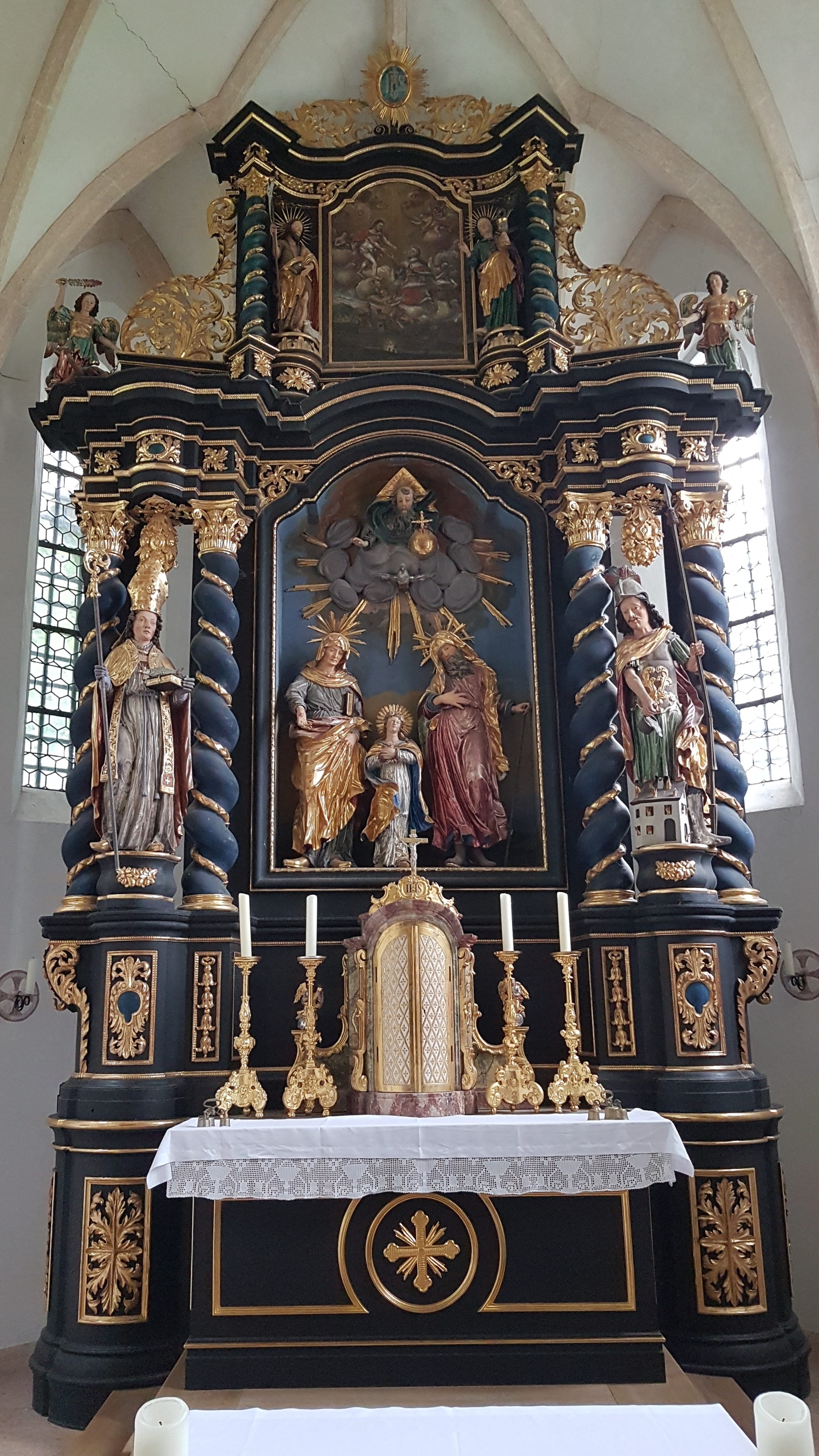
Hochaltar

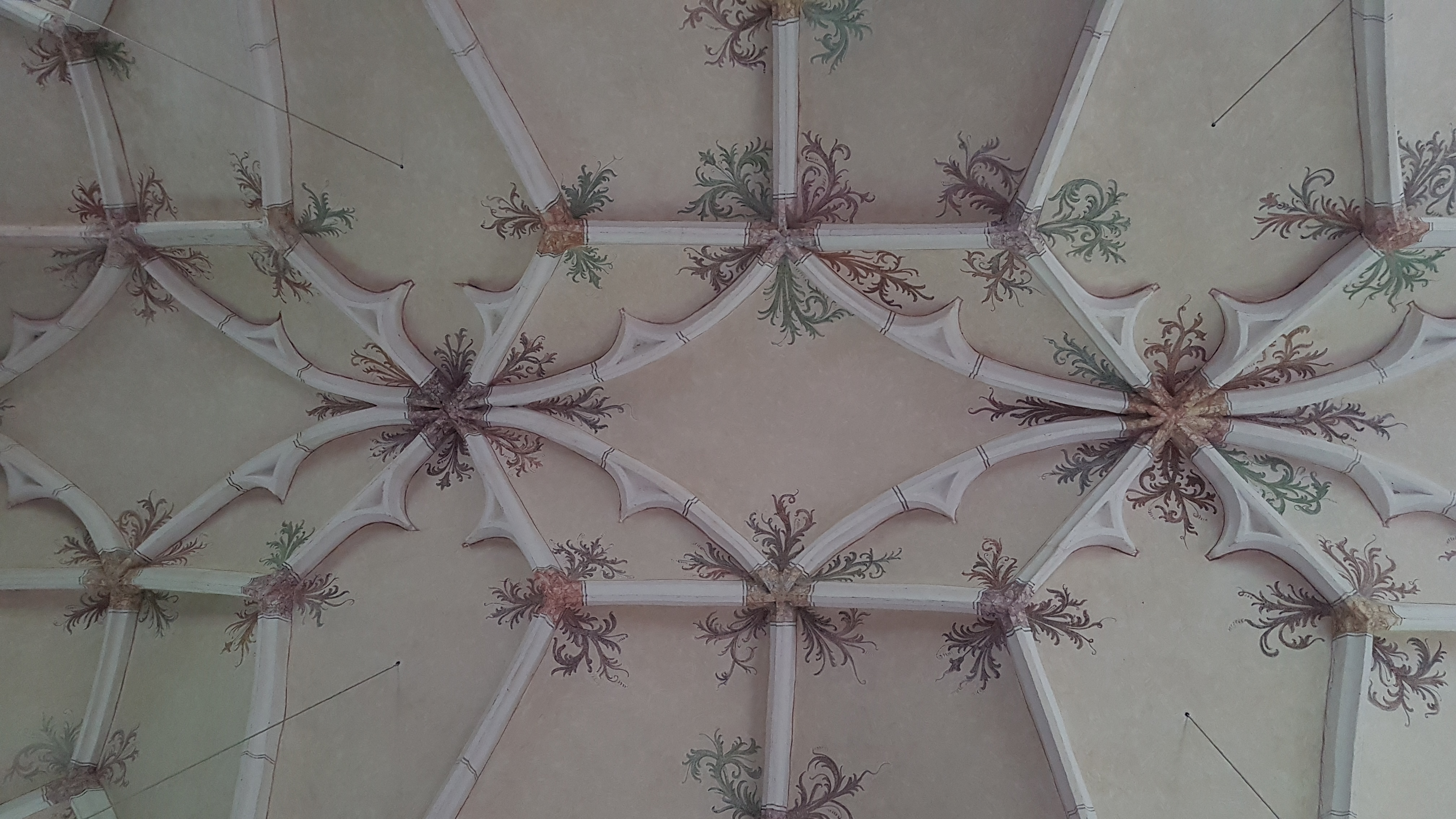
Langhausgewölbe

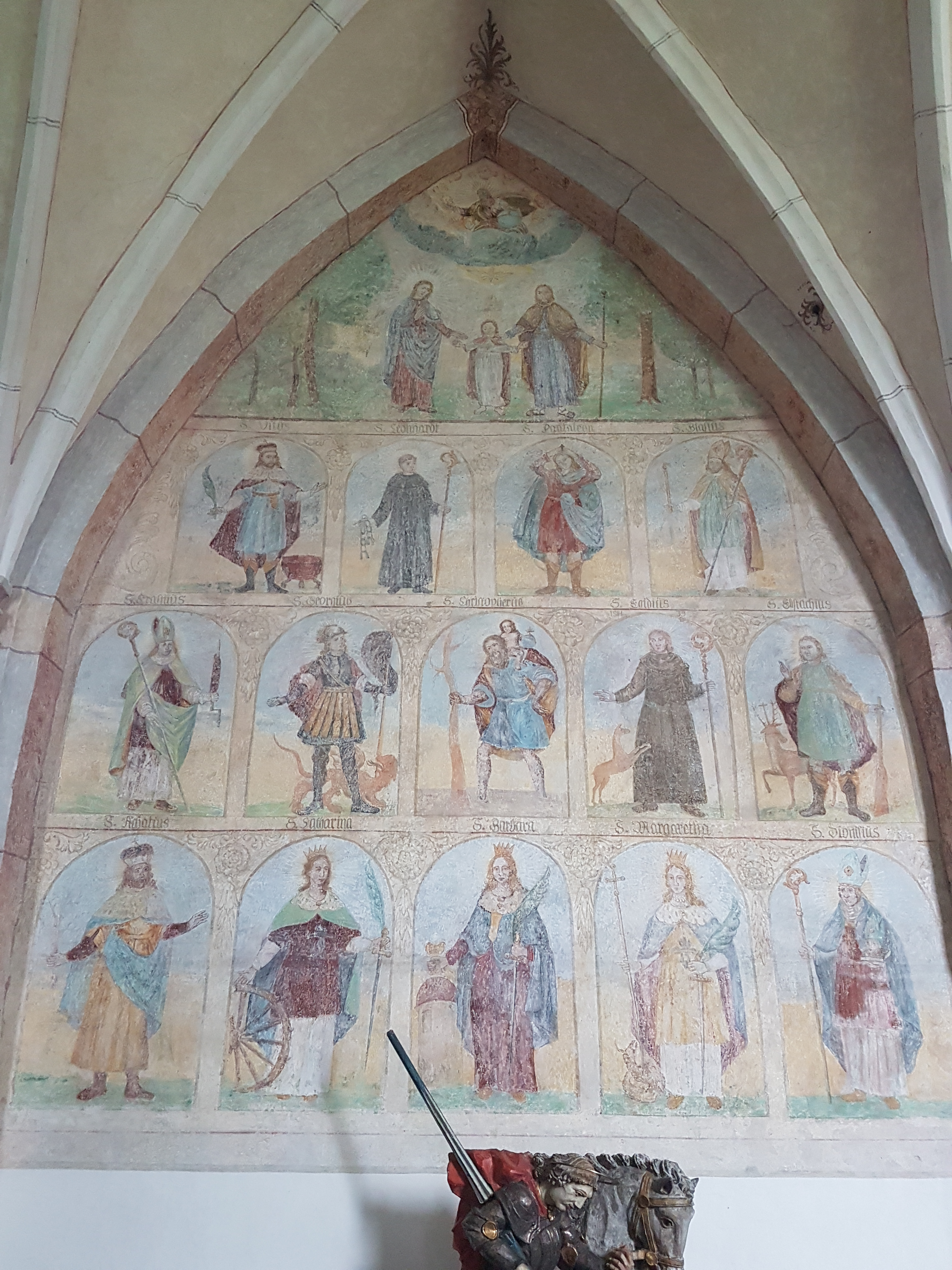
Wandfresko

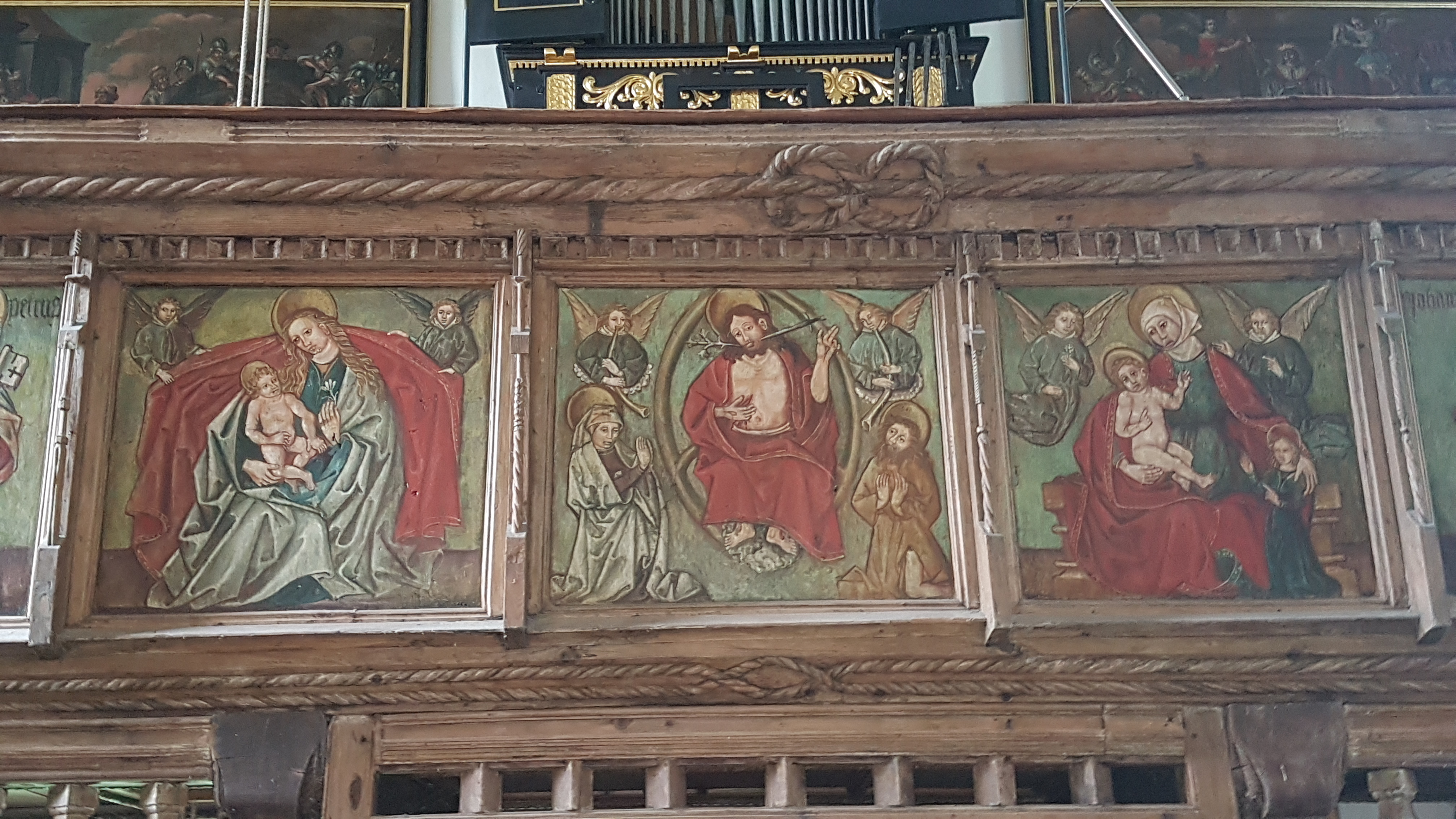
Teil der Emporenbrüstung

St. Vitus und Anna in Ettendorf ist eine Filialkirche der römisch-katholischen Traunsteiner Pfarrkirche St. Oswald und Ziel des Georgiritts am Ostermontag; sie ist auch bekannt als Ettendorfer Kircherl.

## Lage
Die kleine Kirche steht in östlicher Richtung etwas außerhalb des zur Gemeinde Surberg gehörenden Ettendorf im Norden von Traunstein. Die Anhöhe mit St. Vitus und Anna ist vom Stadtzentrum Traunsteins aus zu sehen. Nur wenige Schritte südlich verläuft die Bahnstrecke Rosenheim–Salzburg, so dass das Kirchlein für Reisende auf dieser Route gut zu sehen ist.

## Geschichte und Bauwerk
Die älteste Erwähnung von Ettendorf und seiner Kirche stammt aus dem Jahr 1120. Bis in das 19. Jahrhundert war St. Vitus und Anna Ziel einer Wallfahrt, zurückverfolgbar in die erste Hälfte des 13. Jahrhunderts.
Der heute noch sichtbare Bau stammt aus der Spätgotik des 15. Jahrhunderts. Dabei sind das Langhaus – dreijochig mit steilem Dachstuhl von Meister Martein aus Haunerting – und der Turm aus den 1470er Jahren jünger als der stark eingezogene Chor, folgt man der dort aufgefundenen Inschrift „1431“. Im Zuge der Errichtung des Langhauses wurde der Chor mit einem Netzrippengewölbe versehen. Der Altar wurde vor der Errichtung des heutigen Langhauses geweiht – am 20. Mai 1451 durch Silvester Pflieger. Die den Turm krönende Zwiebelhaube wurde 1726 durch Maurermeister Johann Modlhammer und Zimmermeister Anton Rungraber aus Traunstein aufgesetzt.

## Ausstattung
Die eindrucksvollen Beschläge am Kirchenportal wurden 1487 von dem Traunsteiner Schlossermeister Hanns angefertigt. Das hölzerne Abschlussgitter stammt aus der Barockzeit; es wurde 1750 eingebaut. Die Empore ist noch spätgotisch; erbaut hat sie Meister Caspar im Jahr 1512; die Tafelbilder an der Brüstung sind Werke von Hanns Amberger aus den Jahren 1513 und 1514.
Der Aufbau des Hochaltars ist – etwas verkleinert – dem alten, 1732/33 ersetzten, Altar in der Traunsteiner Pfarrkirche St. Oswald nachgebildet. Beide sind erbaut von Johann Wolfgang Dersch, 1715 der Altar in Traunstein, heute in Halfing, der Altar in Ettendorf 1718. Die ihn schmückenden Figuren sind älter – Georg Pämer schuf sie zwischen 1681 und 1692. Dargestellt sind in der Mitte Maria mit ihren Eltern Joachim und Anna, über ihnen Gottvater mit Engeln, an den Seiten St. Ulrich und St. Florian, am Altarauszug Johannes der Täufer und Johannes Evangelist sowie die Erzengel Michael und Gabriel. Auf dem Gemälde am Altarauszug ist St. Vitus als Fürbitter für Traunstein zu sehen, es wird dem Traunsteiner Maler Johann Anton Frank zugeschrieben. Der Tabernakel stammt aus der Rokokozeit.
Die beiden Seitenaltäre sind 1721 erbaut, ebenfalls von Johann Wolfgang Dersch. Die Gemälde stammen von Johann Anton Frank: Links die heiligen Sieben Zufluchten und St. Johannes Nepomuk im Auszug; rechts St. Leonhard, Schutzheiliger der Gefangenen und St. Afra im Auszug.
An den Langhauswänden befinden sich sechs große Gemälde aus den 1720er Jahren zum Leben des heiligen Vitus. An der mittleren Nordwand ist ein großflächiges Fresko mit den Vierzehn Nothelfern in 3 übereinander angeordneten Arkadenreihen zu sehen, das im letzten Viertel des 17. Jahrhunderts angefertigt worden ist.
Als Schmuckstück von besonderem Maß wird die Emporenbrüstung eingeordnet. In den Feldern zwischen den kunstvollen Schnitzereien wurde von Hanns Amberger 1513/14 ein neunteiliger Bilderzyklus mit den Darstellungen Jesus der Weltenrichter, Maria mit Kind, Anna Selbdritt und den Aposteln aufgemalt.
Das große von Georg Pämer geschaffene Kruzifix befand sich ursprünglich am Chorbogen. Eine Skulptur des heiligen Georg wurde 1952 angefertigt und wird beim traditionellen Osterritt gezeigt.

## Orgel
Die Orgel, ein Werk von Hans Vogl, stellt eine ausgesprochene Seltenheit dar. Sie wurde 1669 erbaut und ist damit eine der ältesten Kirchenorgeln in Bayern. Das mitteltönig gestimmte Instrument mit Kurzer Oktav hat 5 Register auf einem Manual (CDEFGA–c3: Copel 8′, Fleten 4′, Principal 2′, Octav 1′, Superoctav 1⁄2′) mit hängenden Trakturen und schräg laufenden Abstrakten. Die Windversorgung erfolgt über zwei sechsfaltige Bälge. Die Tonhöhe liegt bei 450 Hz (bei 15 °C).

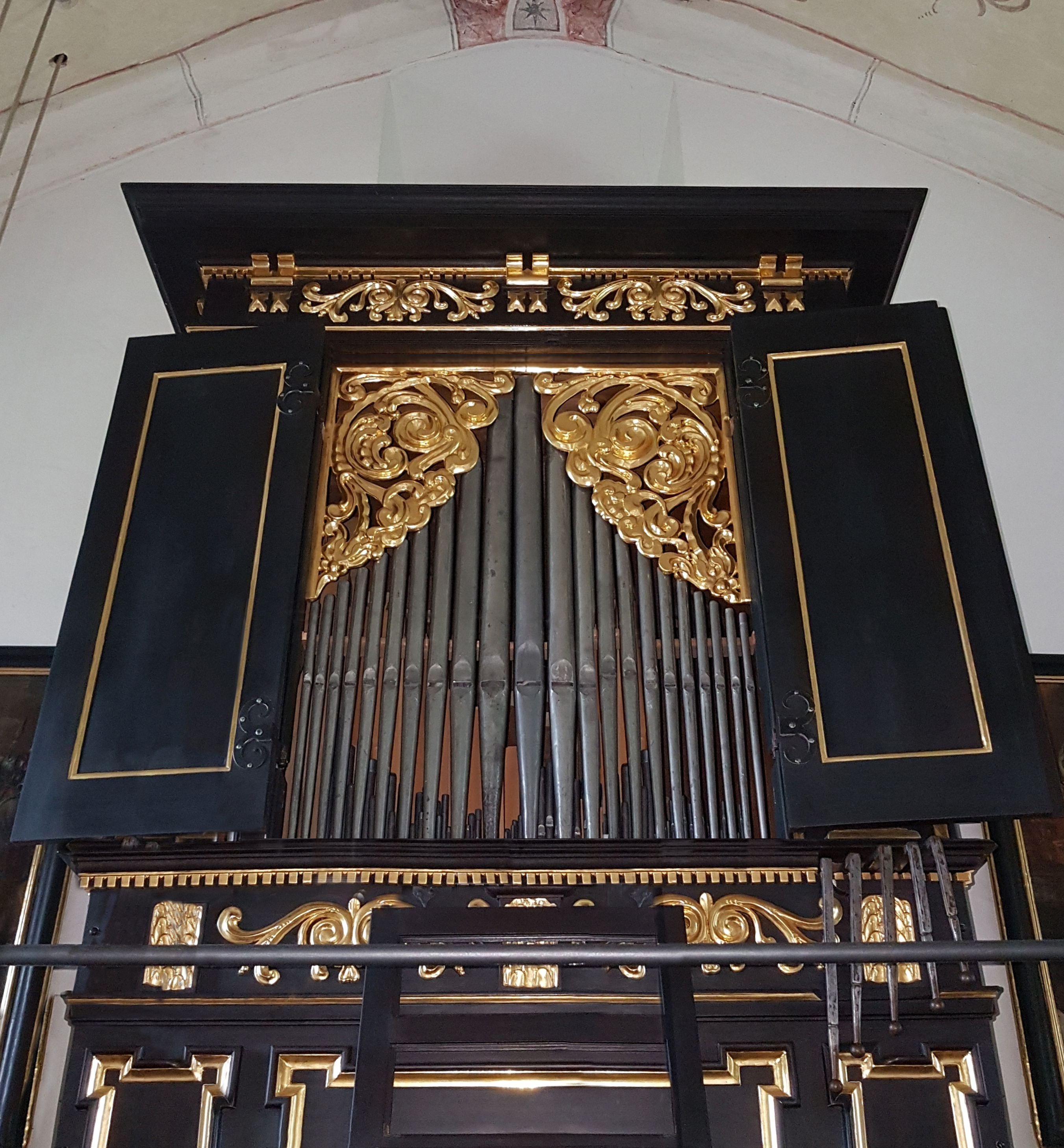
Frühbarock-Orgel

Von 2001 bis 2005 wurde das Instrument von der Orgelbaufirma Linder (Nussdorf a. Inn) auf den Urzustand restauriert.  Das Register Fleten 4′ sowie die Windversorgung wurden nach Vergleichsinstrumenten rekonstruiert.

## Glocken
Die Glocken von St. Vitus und Anna sind auf gis1, h1 und cis2 gestimmt. Die h-Glocke schuf der Münchner Glockengießer Langenegger im Jahr 1726. Die anderen beiden Glocken entstanden nach dem Zweiten Weltkrieg.